# Delinquência
Delinquência é o comportamento caracterizado por repetidas ofensas (delitos), considerado principalmente no seu aspecto social, mas também criminoso.

## História
A delinquência como desvio de conduta e/ou fato socialmente reprovável existe desde os primados da humanidade, já com a questão do pecado original, que consiste no fato de Adão e Eva terem comido do fruto da Árvore da Ciência do Bem e do Mal mesmo após terem sido proibidos de fazê-lo.